# Sejm nadzwyczajny 1665
Sejm nadzwyczajny 1665 – został zwołany 15 lub 16 stycznia 1665 roku do Warszawy.
Sejmiki przedsejmowe w województwach odbyły się 19 lutego 1665 roku.
Marszałkiem sejmu obrano Jana Antoniego Chrapowickiego, podkomorzego smoleńskiego. Sejm został zerwany podczas rokoszu Lubomirskiego przez Władysława Stanisława Łosia w obronie Jerzego Sebastiana Lubomirskiego.
Obrady sejmu trwały od 12 do 28 marca 1665 roku. 31 marca 1665 roku wydano posejmowy uniwersał do sejmików.